# Morten Leuch
Morten Leuch, född den 15 april 1732 i Kristiania (nuvarande Oslo), död den 24 januari 1768 på Hafslund, var en norsk affärsman och godsägare.
Leuch var son till köpmannen Peter Mortensen Leuch (1692–1746) och Anna Catharina Hellesen.
Efter utbildning i utlandet återvände Leuch till Norge 1754 varpå han gick med i firman Collett & Leuch. Efter sin mormoders död, år 1756, övertog han Bogstad gård.